# Kent Ridge
Kent Ridge – stacja podziemna Mass Rapid Transit (MRT) na Circle Line w Singapurze. Położona jest tuż obok National University Hospital.